# Ibn Idari
Ibn 'Iḏārī (llamado El Marrecoxí) fue un escritor árabe, conocido únicamente como autor de una crónica muy interesante para la historia de España, escrita en el magreb occidental, en el siglo XIII. 
El descubrimiento de esta obra, titulada Al-Bayan al-Mughrib, se debe al arabista Dozy, quien se sirvió de un manuscrito existente en la biblioteca de Leiden, uno de los comprados por Solins en Marruecos por los años 1622-1624. Este manuscrito consta de 160 folios en 4º mayor y el mismo Dozy cree que se hizo esta copia en el siglo XVI. Al manuscrito le faltan las hojas primeras y últimas, terminando su narración en el siglo X, sin embargo, se sabe que el autor escribió la historia de los siglos XI, XII y XIII. Fernández y González publicó la traducción de parte de esta obra. Además de al-Mughrib se han encontrado más manuscritos sobre la historia del Califato de Córdoba.
Aben Absarí es autor también de una historia de Oriente mencionada en el Bayan (páginas 7 y 722)